# Chiese lignee del Maramureș
Le chiese lignee del Maramureș si trovano a nord della Transilvania e rappresentano otto tecniche architetturali risalenti a diversi periodi e relativi a diverse zone. Tutte queste chiese sono affiliate alla chiesa ortodossa rumena. Sono costruzioni in legno strutturale strette ed alte, con campanili particolarmente alti e sottili situati sul lato occidentale dell'edificio. Sono una particolare espressione di architettura vernacolare tipica dell'ambiente culturale di questa zona montuosa della Romania.
Maramureș è probabilmente una delle regioni più conosciute della Romania, ma non è una delle più visitate. I suoi ben conservati villaggi e chiese in legno, il suo tipico stile di vita, ed i vestiti locali tuttora in uso rendono Maramureș un museo vivente. Gli estesi prati, cosparsi di fattorie e villaggi, colpiscono la vista di coloro che si avvicinano all'area. Le famose chiese lignee della regione furono erette durante il diciassettesimo e diciottesimo secolo sulle fondazioni di vecchie chiese ormai scomparse.
La scelta di utilizzare il legno nella costruzione derivò dal divieto ungherese di creare chiese ortodosse in pietra. Le chiese sono formate da pannelli spessi, all'interno sono piccole e buie e dipinte con scene bibliche in stile naif. La sua principale caratteristica è l'altezza delle torri che sovrastano l'entrata ed i possenti tetti che fanno sembrare piccolo il resto della chiesa.
Nel 1999 l'UNESCO inserì questo sito tra i patrimoni dell'umanità per la particolare architettura religiosa e la tradizionale tecnica costruttiva in legno.

## Descrizione
La regione storica di Maramureș, oggi divisa tra Ucraina e Romania, è uno dei luoghi in cui si trova un ricco retaggio culturale derivato dalla tecnica di costruzione in legno. Le chiese che si trovano nella zona centrale o in quella meridionale sono apparse a partire dal sedicesimo secolo, fino al diciottesimo. Dal momento che le conoscenze necessarie per la costruzione circolarono per tutta l'Europa, la loro notorietà si diffuse ben oltre i confini della regione.
Nell'odierno Maramureș vi sono tuttora 42 chiese in legno, e circa un terzo di loro ha almeno due secoli di vita. Nonostante il loro numero, la tecnica di costruzione è destinata ad essere dimenticata a causa del sempre minor numero di esperti carpentieri che vi si dedicano.

## Storia

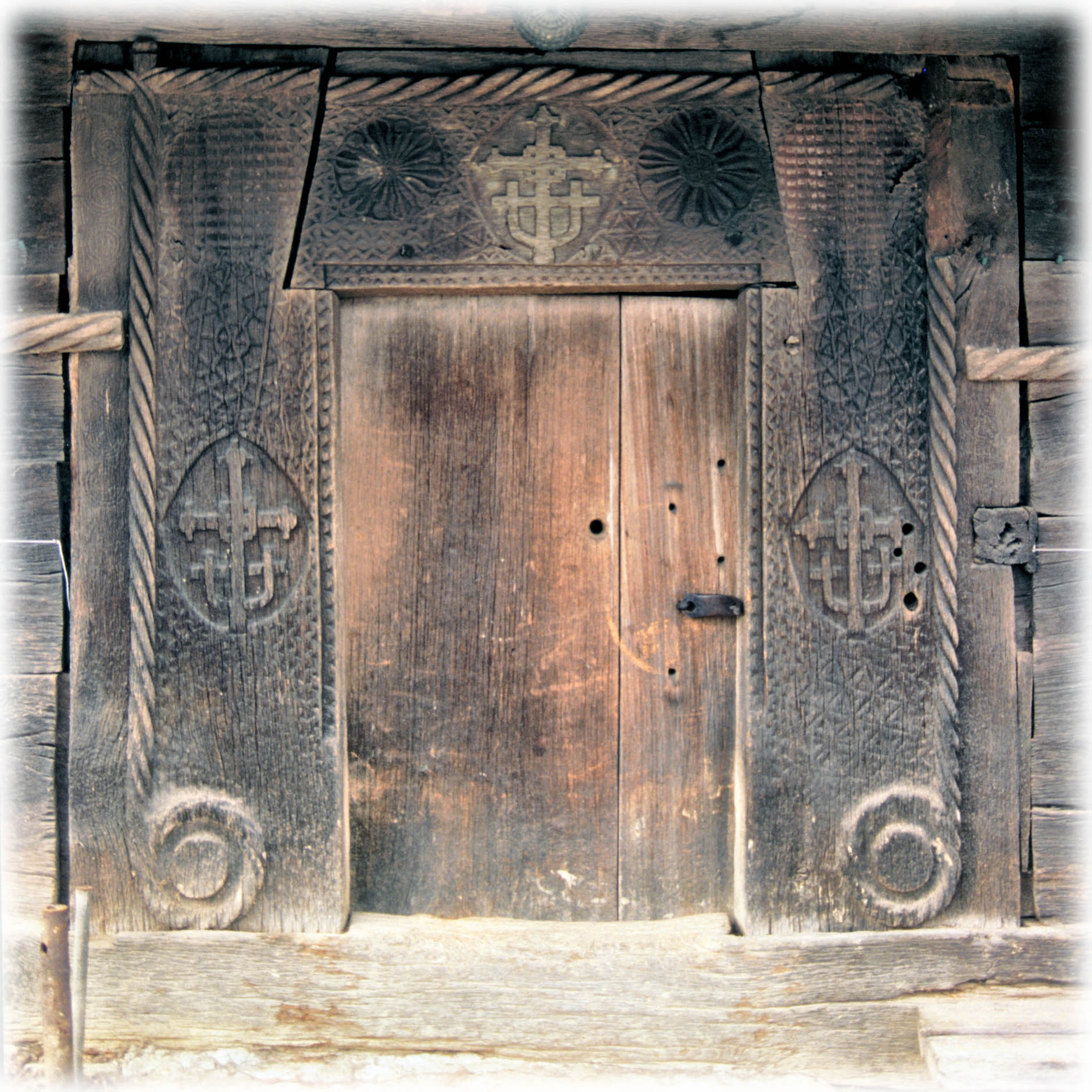
Il portale della Chiesa di Sârbi Susani, 1639, Maramureș

Tra il medioevo ed il diciottesimo secolo le capacità, la conoscenza e l'esperienza dovuti alla costruzione degli edifici con piani e muri sigillati, così come per i giunti, raggiunsero un livello fuori dall'ordinario. Gli artigiani di Maramureș che furono in grado di raggiungere questi livelli non erano semplici paesani, ma carpentieri specializzati in chiese.
Dal momento che la tradizione locale di erigere chiese dipende da coloro che le costruirono ed usarono, queste diventano fondamentali nello studio antropologico della zona. Le chiese in legno rivelano l'esistenza tra il diciassettesimo ed il diciottesimo secolo di almeno due scuole di costruzione. In seguito questi divennero prima tre, per poi diversificarsi in numerosi stili, il che dimostra che le conoscenze, passando di generazione in generazione, si sono modificate, e perfezionate.
Il ruolo dei nobili fondatori di rito orientale fu decisivo nella formazione di uno stile regionale applicato alle chiese locali. Le chiese sono una specie di specchio della società che abitava un territorio modesto, e che si manifestava nei secoli nella sua doppia condizione di cristianità orientale e nobiltà occidentale. Le chiese di Maramureș aprono dei collegamenti con altre opere simili sparse per l'intera Europa. La distinzione tipica della zona tra edifici sacri e profani divenne l'esempio per altre regioni del continente. Con la rinascita dell'edilizia religiosa dopo la rivoluzione romena del 1989 sono state aggiunte altre chiese in stile tradizionale.

## Chiese lignee
Quella che segue è la lista delle chiese lignee esistenti (in grassetto), completata con quelle scomparse conosciute. In Rumeno Susani significa "alto cittadino" mentre Josani significa "basso cittadino". I nomi distinguono le chiese dei villaggi che ne contengono più di una.
| Valle Cosău - Budești Susani - Budești Josani - Sârbi Susani - Sârbi Josani - Călinești Căeni - Călinești Susani - Cornești - Ferești | Valle Mara - Desești - Breb - Hoteni - Hărnicești - Sat Șugătag - Mănăstirea - Berbești | Valle Iza - Săliștea de Sus, Nistorești - Săliștea de Sus, Buleni - Dragomirești - Cuhea - Ieud Deal - Ieud Șes - Botiza - Vecchia Botiza - Poienile Izei - Șieu - Rozavlea - Strâmtura - Slătioara - Glod - Văleni - Mănăstirea Bârsana - Nănești - Oncești - Valea Stejarului | Valle Vișeu - Borșa din Jos - Mănăstirea Moisei - Moisei Susani - Moisei Josani - Repedea - Poienile de sub Munte - Rona de Jos - Crăciunești | Lato ucraino - Kobyletska Poliana - Apșița - Apșa de Mijloc, Susani - Apșa de Mijloc, Josani - Apșa din Jos, Părău - Ganychi - Neresnytsia - Ternovo - Kolodne - Ruska Pole I - Ruska Pole II - Dulovo - Olexandrivka - Danylovo - Krainykovo - Sokyrnytsia - Steblivka - Nyzhnie Selyshche |

## Galleria d'immagini

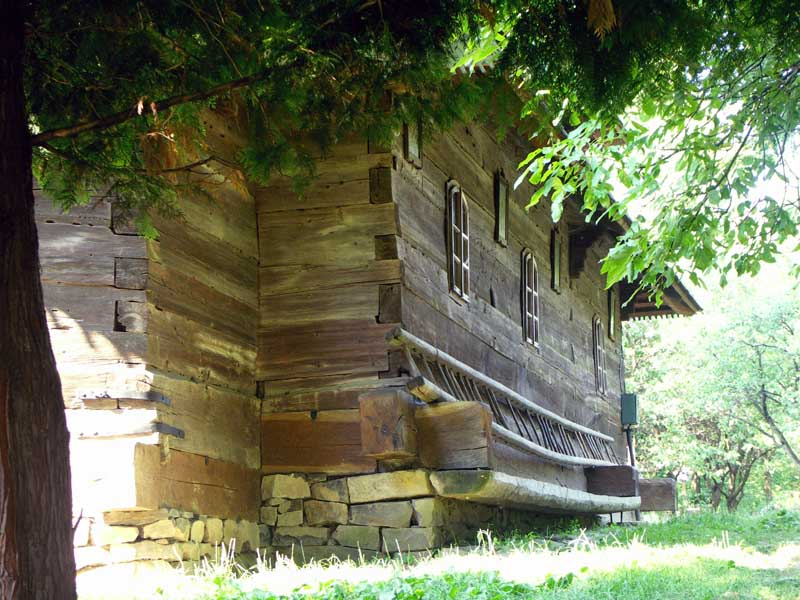
Chiesa di Budești Josani
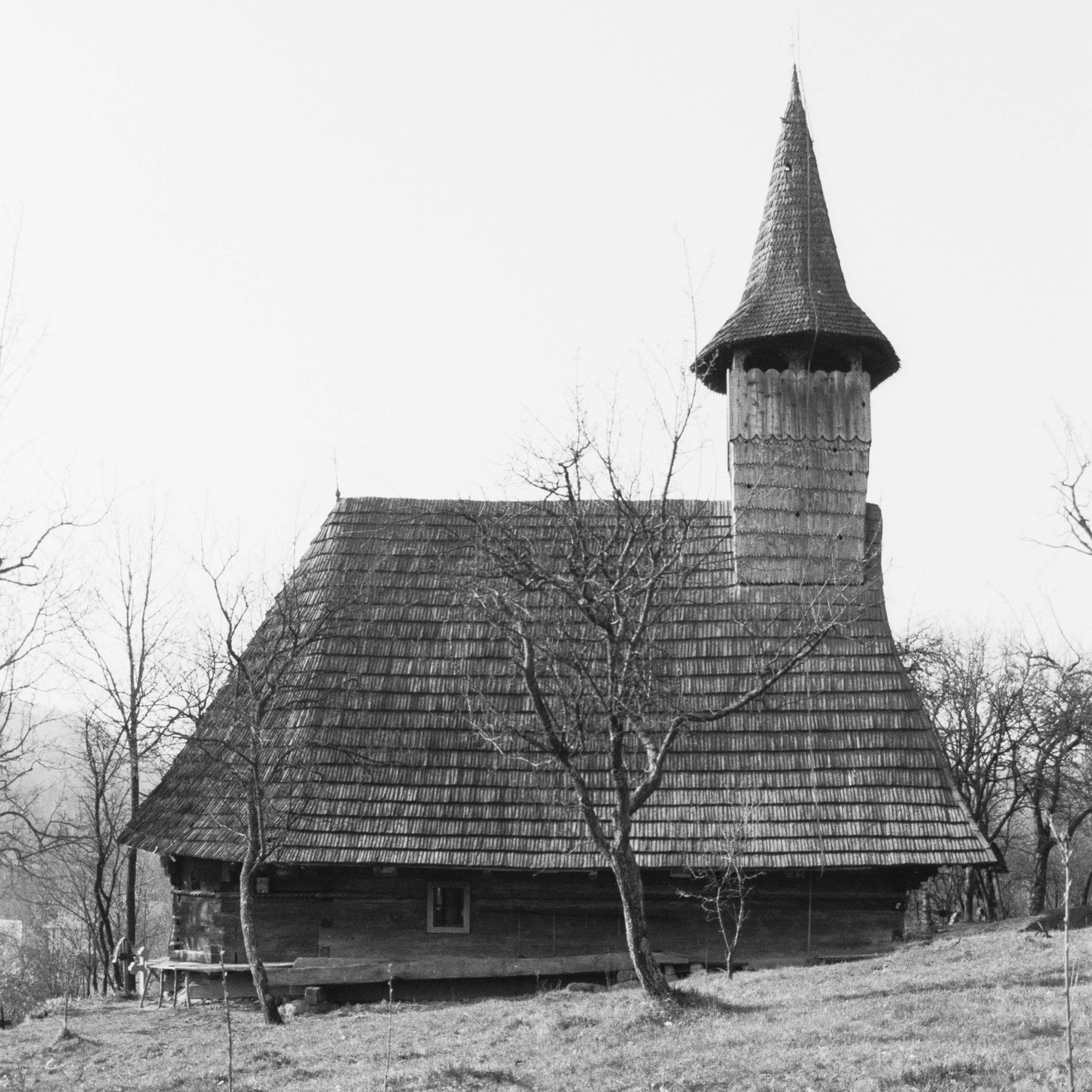
Chiesa di Sârbi Susani
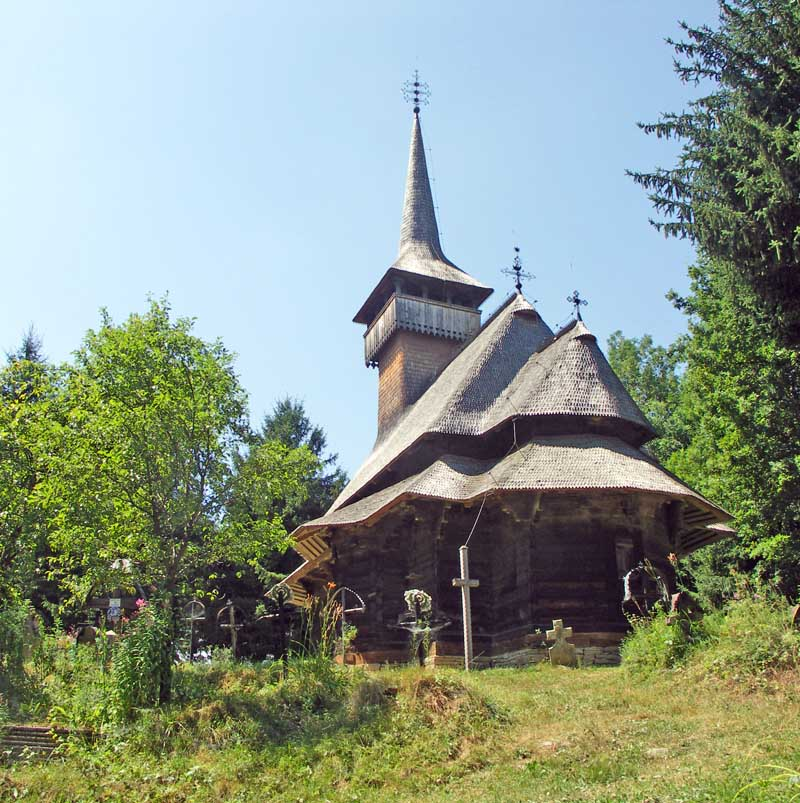
Chiesa di Călinești Susani